# Le canzoni ai testimoni
Le canzoni ai testimoni è un album del cantautore italiano Enrico Ruggeri, pubblicato il 24 gennaio 2012 dall'etichetta discografica Universal Music.
È rimasto tre settimane nella classifica FIMI, raggiungendo come picco la 21ª posizione. 
Il disco è una raccolta di precedenti successi del cantautore reinterpretati dallo stesso insieme ad altri artisti della scena musicale italiana.

## Tracce
CD (Universal 0602527926896 (UMG) [it] / EAN 0602527926896)
1. Polvere – 3:58 (Enrico Ruggeri, Luigi Schiavone) – (feat. Fluon)
2. Pernod – 2:54 (Enrico Ruggeri) – (feat. Dente)
3. Tenax – 3:58 (Enrico Ruggeri, Stefano Previsti) – (feat. Serpenti)
4. Eroi solitari – 4:24 (Enrico Ruggeri) – (feat. Africa Unite)
5. Quello che le donne non dicono – 4:08 (Enrico Ruggeri, Luigi Schiavone) – (feat. L'Aura)
6. Il mare d'inverno – 5:28 (Enrico Ruggeri) – (feat. Boosta)
7. Tanti auguri – 2:15 (Enrico Ruggeri, Silvio Capeccia) – (feat. Linea 77)
8. Quando sogno non ho età – 3:52 (Enrico Ruggeri, Andrea Mirò) – (feat. Andrea Mirò)
9. Contessa – 2:54 (Enrico Ruggeri, Fulvio Muzio) – (feat. Marta sui Tubi)
10. Prima del temporale – 3:48 (Enrico Ruggeri, Luigi Schiavone) – (feat. The Fire)
11. Punk (prima di te) – 2:41 (Enrico Ruggeri) – (feat. Vanilla Sky)
12. Rien ne va plus – 4:00 (Enrico Ruggeri) – (feat. Diego Mancino)
13. Mistero – 4:10 (Enrico Ruggeri) – (feat. Rezophonic)
14. Il lavaggio del cervello – 8:55 (Enrico Ruggeri) – (feat. Bugo)
15. Señorita – 2:55 (Enrico Ruggeri) – (feat. The Bankrobber) (solo su iTunes)

Durata totale: 60:20